# スカートステーキ
スカートステーキ（英語: skirt steak）は、アメリカ合衆国における牛肉の部位の名称、およぶその部位を用いたステーキの名称。日本の部位ではハラミ、および牛ばら肉に相当する。

## 名称と細分

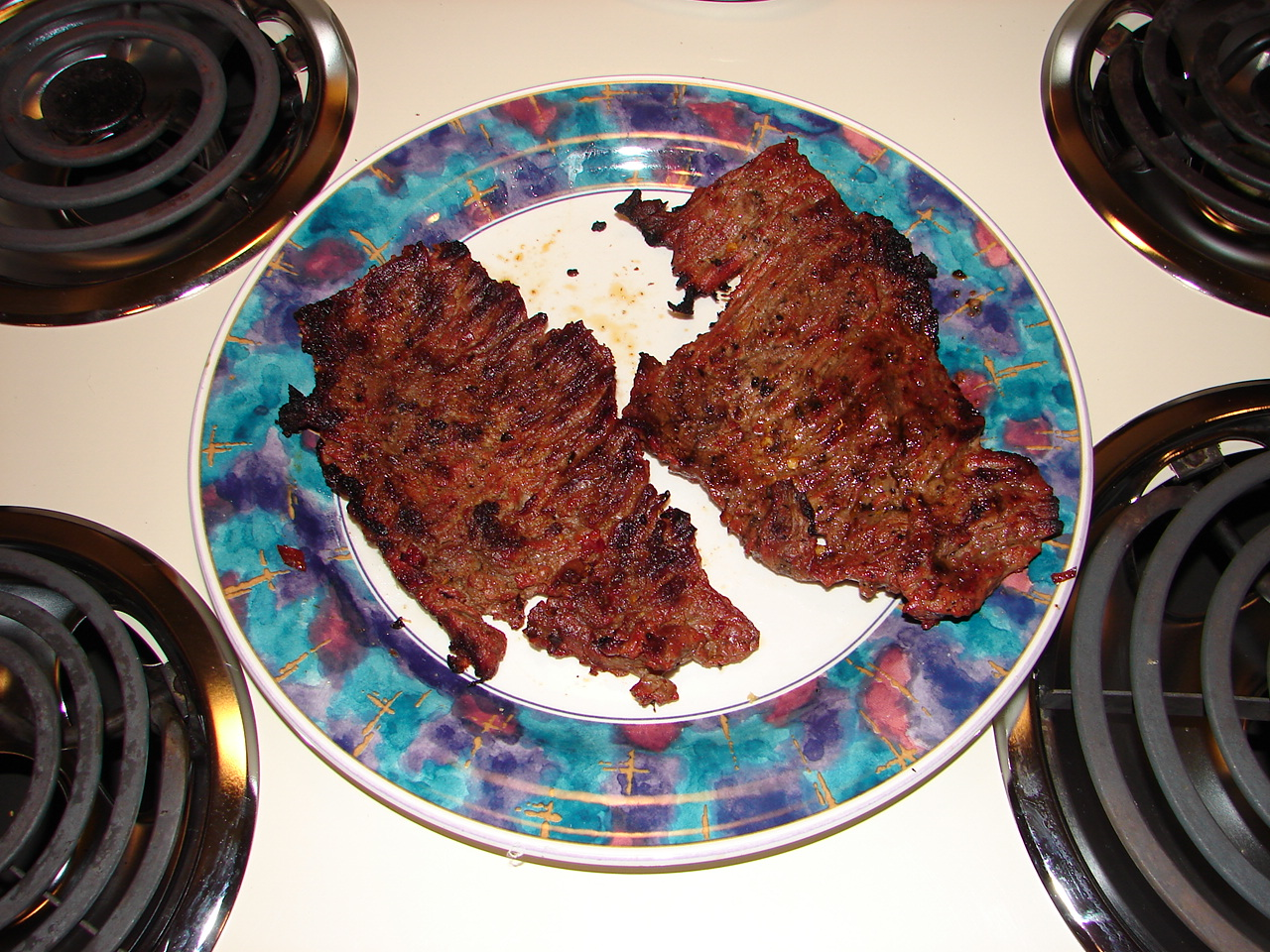
アラチェラのグリル（メキシコ）

以下に、スカートの細分類と、日本、アメリカ合衆国、オーストラリアにおける部位の名称を記す。
| 日本   | アメリカ             | オーストラリア     |
| ------ | -------------------- | ------------------ |
| ばら   | インサイドスカート   | インサイドスカート |
| ハラミ | アウトサイドスカート | シンスカート       |
| サガリ | ハンギングテンダー   | シックスカート     |

メキシコではアラチェラ（スペイン語: arrachera）と呼ばれ、人気が高い。

## インサイドスカート
インサイドスカート（inside skirt）は、アメリカ合衆国、オーストラリアにおける牛肉の部位の名称。日本における分類では、牛ばら肉の中のともばら、その中でも下側となるそとばらに含まれる。
「インサイドスカート」は「腹横筋」の意であり、そのまま部位の名称ともなっている。日本語ではウチハラミとも呼ばれるが、インサイドスカートの名称を使用することのほうが多い。
日本では、インサイドスカートとして市販されるよりも、牛ばら肉の一部として販売されることのほうが多い。
ハラミの近くの部位であり、味や食感はハラミと似ている部分も多い。コクがあり赤身肉のうま味が強いのが特徴となっている。ばら肉共通の特徴として脂身は多いが、他のばら肉の部位と比べるとインサイドスカートは赤身が多い。

## アウトサイドスカート

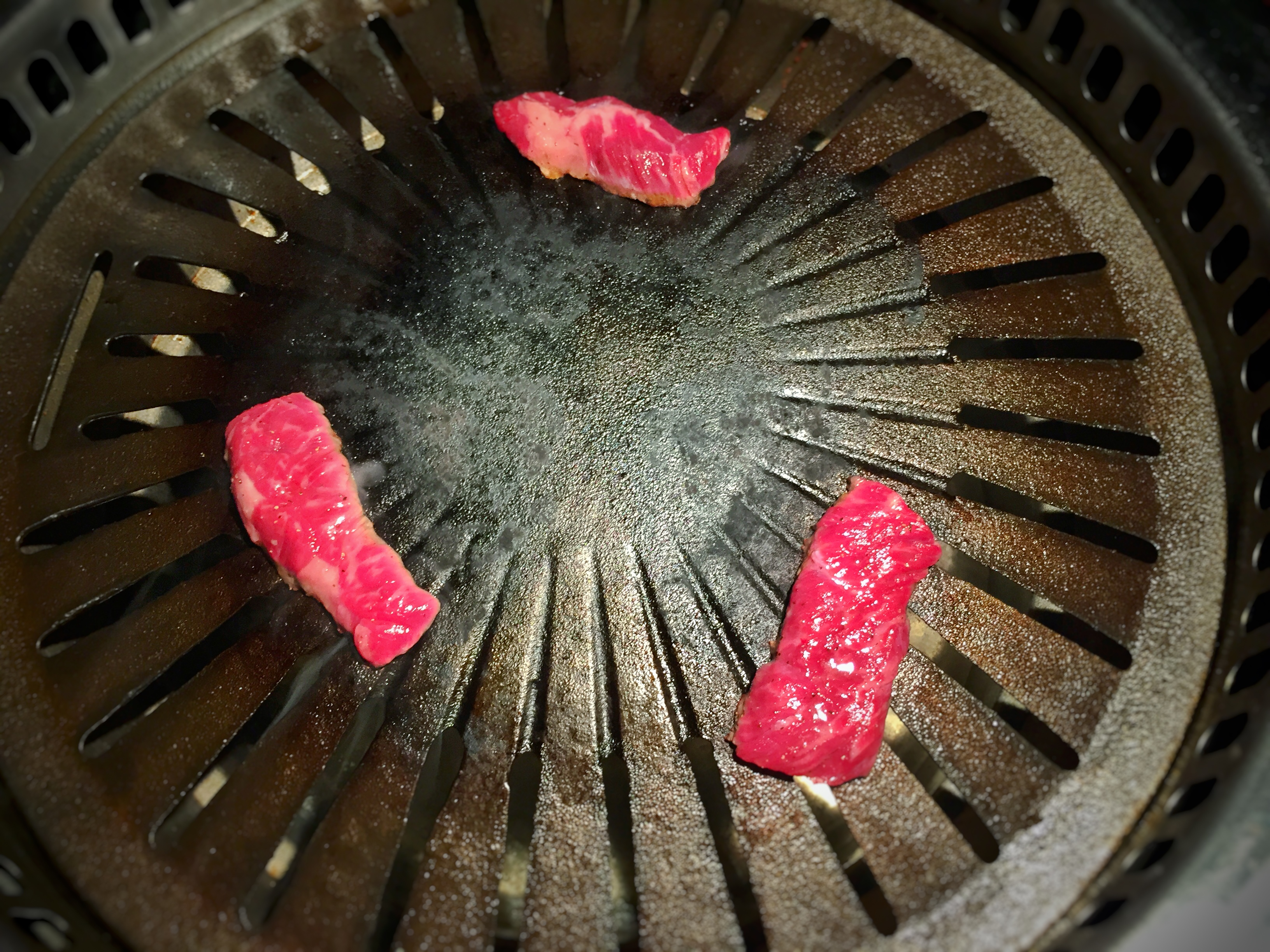
アウトサイドステーキの焼肉（日本）

アウトサイドスカート（outside skirt）は、アメリカ合衆国における牛肉の部位の名称。同じ部位をオーストラリアではシンスカート（thin skirt）と呼ぶ。
横隔膜の筋肉部分のうち腰椎寄りの部分を指す。
日本での分類だとハラミに相当し、正肉ではなく、もつ（バラエティミート）に分類される。
焼肉や成形ステーキに用いられている。

## ハンギングテンダー
ハンギングテンダー（hunging tender）は、アメリカ合衆国における牛肉の部位の名称。同じ部位をオーストラリアではシックスカート（thick skirt）と呼ぶ。
横隔膜の筋肉部分のうち腰椎寄りの部分を指す。アウトサイドスカート（シンスカート）と比べると、ハンギングテンダー（シックスカート）のほうが厚みがある。
日本での分類だとサガリに相当し、正肉ではなく、もつ（バラエティミート）に分類される。